# 18610 Arthurdent
18610 Arthurdent è un asteroide della fascia principale. Scoperto nel 1998, presenta un'orbita caratterizzata da un semiasse maggiore pari a 2,5474780 UA e da un'eccentricità di 0,2142159, inclinata di 5,58782° rispetto all'eclittica.
Prende nome da Arthur Dent, protagonista della serie di romanzi e sceneggiati radiofonici di fantascienza umoristica Guida galattica per gli autostoppisti dello scrittore e sceneggiatore inglese Douglas Adams.